# Episodi di 9-1-1: Lone Star (terza stagione)
La terza stagione della serie televisiva 9-1-1: Lone Star, composta da 18 episodi, è stata trasmessa in prima visione assoluta negli Stati Uniti d'America da Fox dal 3 gennaio al 16 maggio 2022.
In Italia è stata pubblicata su Disney+ dal 9 marzo al 13 luglio 2022. In tv, è stata trasmessa in prima visione, in chiaro, su Rai 2 HD dal 7 gennaio al 26 maggio 2024.
| nº | Titolo originale                      | Titolo italiano                 | Prima TV USA     | Pubblicazione Italia | Prima TV Italia  |
| -- | ------------------------------------- | ------------------------------- | ---------------- | -------------------- | ---------------- |
| 1  | The Big Chill                         | Il grande freddo                | 3 gennaio 2022   | 9 marzo 2022         | 7 gennaio 2024   |
| 2  | Thin Ice                              | Ghiaccio sottile                | 10 gennaio 2022  | 9 marzo 2022         | 14 gennaio 2024  |
| 3  | Shock & Thaw                          | Scossa e disgelo                | 24 gennaio 2022  | 16 marzo 2022        | 21 gennaio 2024  |
| 4  | Push                                  | Spingi                          | 31 gennaio 2022  | 23 marzo 2022        | 28 gennaio 2024  |
| 5  | Child Care                            | Assistenza all'infanzia         | 7 febbraio 2022  | 30 marzo 2022        | 4 febbraio 2024  |
| 6  | The ATX-Files                         | Gli ATX-Files                   | 14 febbraio 2022 | 6 aprile 2022        | 11 febbraio 2024 |
| 7  | Red vs Blue                           | Rosso contro Blu                | 21 febbraio 2022 | 13 aprile 2022       | 18 febbraio 2024 |
| 8  | In the Unlikely Event of an Emergency | Nel remoto caso di un'emergenza | 28 febbraio 2022 | 20 aprile 2022       | 25 febbraio 2024 |
| 9  | The Bird                              | L'uccellino                     | 7 marzo 2022     | 27 aprile 2022       | 10 marzo 2024    |
| 10 | Parental Guidance                     | Guida genitoriale               | 14 marzo 2022    | 4 maggio 2022        | 17 marzo 2024    |
| 11 | Prince Albert in a Can                | Principe Albert in Scatola      | 21 marzo 2022    | 11 maggio 2022       | 7 aprile 2024    |
| 12 | Negative Space                        | Lo spazio negativo              | 28 marzo 2022    | 18 maggio 2022       | 14 aprile 2024   |
| 13 | Riddle of the Sphynx                  | L'enigma della Sfinge           | 11 aprile 2022   | 8 giugno 2022        | 21 aprile 2024   |
| 14 | Impulse Control                       | Autocontrollo                   | 18 aprile 2022   | 15 giugno 2022       | 28 aprile 2024   |
| 15 | Down to Clown                         | Colpa del clown                 | 25 aprile 2022   | 22 giugno 2022       | 5 maggio 2024    |
| 16 | Shift-Less                            | Incapacità                      | 2 maggio 2022    | 29 giugno 2022       | 12 maggio 2024   |
| 17 | Spring Cleaning                       | Essere sé stessi                | 9 maggio 2022    | 6 luglio 2022        | 19 maggio 2024   |
| 18 | A Bright and Cloudless Morning        | Una serena mattina              | 16 maggio 2022   | 13 luglio 2022       | 26 maggio 2024   |

## Il grande freddo
- Titolo originale: The Big Chill
- Diretto da: Bradley Buecker
- Scritto da: Tim Minear e Rashad Raisani

### Trama
Dopo aver colpito Billy, Owen viene sospeso dal suo lavoro, anche se gli viene data la possibilità di scusarsi ma per orgoglio decide di non farlo. Così per mesi si ritira in una baita fuori città dove stringe amicizia con Katie, che vive lì vicino.
Mesi dopo la squadra è ancora divisa in caserme differenti, ma sembra che solo a Marjan importi ancora della 126 e usando la sua influenza sui social cerca di impedire la chiusura della caserma, ma sembra che nessuno dei suoi amici la supporti e non passa molto tempo che finisce arrestata per poi essere rilasciata da Billy; lei non vuole più avere a che fare con lui ma quando questi le rivela che Owen aveva la possibilità di tornare in servizio se solo gli avesse chiesto scusa ma non lo ha fatto, Marjan si prende un permesso per andare a cercarlo. Marjan si presenta da lui e gli chiede di continuare a lottare, ma questi le dice che non vuole continuare a combattere, lei delusa dal suo capitano se ne va. Ma mentre si trova sulla strada a causa del ghiaccio la sua auto sbanda e finisce vicino a un lago ghiacciato.
Nel frattempo Tommy, T.K. e Nancy si ambientano nel loro nuovo impiego, ma il loro modo di lavorare non piace molto al loro superiore. Per una questione finanziaria sembra che da un po' le cose tra T.K. e Carlos siano tese, ma lui non vuole parlarne. Invece Judd e Grace si preparano alla nascita del loro primo figlio.
Improvvisamente una tempesta di ghiaccio colpisce Austin e tutte le squadre si preparano a intervenire: Tommy, T.K. e Nancy salvano un ragazzo che rischiava di essere decapitato da un blocco di ghiaccio mentre faceva sci sulla strada e vengono aiutati dalla squadra di Mateo che dopo gli eventi della tempesta di sabbia si è guadagnato il rispetto del suo capitano (che ora lo definisce il suo uomo migliore), Carlos risponde ad una chiamata di effrazione in un negozio di mobili, ma scopre invece due uomini, ex soldati che cercavano soltanto di ripararsi dal freddo e li convince a rifugiarsi in una struttura insieme ad altre persone; ad un certo punto il tetto dell'edificio inizia a crollare e tutti vengono fatti evacuare, ma Carlos si accorge che tra i presenti manca la volontaria Janine e si rende conto che è rimasta nell'edificio. Tornati sul posto vengono raggiunti da Mateo, Paul e Judd e si preparano tutti quanti a salvare la ragazza, ma parte dell'edificio in cui Paul si trovava crolla. Mentre Owen era uscito a fare due passi con il suo cane, trova un uomo ferito che si sta congelando.

## Ghiaccio sottile
- Titolo originale: Thin Ice
- Diretto da: Bradley Buecker
- Scritto da: Trey Callaway e Carly Soteras

### Trama
La tempesta di ghiaccio continua. Tommy, T.K. e Nancy rispondono ad un'emergenza per salvare un ragazzino bloccato in un lago ghiacciato, ma non avendo l'attrezzatura necessaria, sono costretti ad improvvisare. Purtroppo durante il soccorso, il ghiaccio si spezza e T.K. cade nel lago ghiacciato. Il bambino e T.K. vengono tirati fuori, ma sono costretti a chiamare un'altra ambulanza quando la loro finisce verso l'argine. Riescono a rianimare il bambino, ma appena arriva l'ambulanza di soccorso T.K. ha un crollo a causa dell'ipotermia e rischia di morire. Fortunatamente viene portato d'urgenza in ospedale. Carlos raggiunge l'ospedale, contattato da Nancy che gli ha mentito dicendogli che è stato T.K. a chiamarlo, e Tommy li informa che è meglio chiamare Owen perché è molto grave.
Judd e Mateo, rimasto per i suoi amici, cercano di salvare Paul, che è rimasto intrappolato nel corso del salvataggio; dopo diverse difficoltà la squadra riesce a rimettersi in contatto con Paul, grazie anche all'aiuto di Janine che ha sistemato la radio danneggiata, ma la situazione si fa difficile quando alcune delle tubature si danneggiano rischiando di congelare i due; Paul riesce a salvarla e a tenerla sveglia per evitare che si addormenti per il freddo, durante la quale il pompiere racconta della chiusura della 126. Judd e Mateo riescono a raggiungerli prima che sia troppo tardi sfondando il muro esterno del luogo in cui si trovano.
Owen porta l'uomo trovato nella neve a casa sua e adotta misure drastiche per salvare un uomo che è stato accoltellato; dopo avergli cauterizzato la ferita si fa aiutare da Katie a chiedere aiuto usando una vecchia radio, ma i soccorsi non arriveranno subito a causa della bufera. Mentre aspettano Owen viene a sapere che la zona in cui si trova sembra essere usata dai contrabbandieri e dai trafficanti del Cartello e forse l'uomo ferito è lì illegalmente, ma prima che abbia una spiegazione l'uomo se ne va e ad Owen non rimane scelta che andare a cercarlo, ma mentre lo cerca ha una caduta a causa della poca visibilità; viene salvato da un gruppo di immigrati ma scopre troppo tardi che l'uomo che aveva salvato è lo stesso da cui scappavano. Nel frattempo Marjan, che era andata fuori strada, riprende conoscenza ma quando esce dall'auto non ha idea di dove si trovi.

## Scossa e disgelo
- Titolo originale: Shock & Thaw
- Diretto da: Bradley Buecker
- Scritto da: Tim Minear, Rashad Raisani, Trey Callaway e Carly Sotera

### Trama
La tempesta di ghiaccio continua, il vice sceriffo della contea trova il furgone che era stato usato per trasportare gli immigrati, dopo averlo segnalato se ne va per controllare la zona senza accorgersi che lì vicino c'è l'auto di Marjan.
Intanto Owen cerca di salvare dei migranti facendo finta di pagare il trafficante per fargli abbassare la guardia, la cosa funziona e l'uomo viene immobilizzato; purtroppo i suoi complici alla radio sanno dove si trovano e stanno arrivando; l'unica soluzione per tutti è andarsene e portare con loro il trafficante, poiché sa dove si trova la baita. Uno degli immigrati non vuole correre il rischio di essere catturato assieme a loro e se ne va da solo, ma dopo essersene andato, incappa nel vice sceriffo che a quanto pare è coinvolto nel traffico e uccide l'uomo. Marjan ha assistito alla scena e riesce a scappare. Owen e gli altri arrivano alla baita dove cerca di chiamare aiuto via radio ma senza risultato. Marjan cerca di chiamare Owen per informarlo di quello che ha visto ma senza ricevere risposta, fortunatamente riesce ad arrivare contemporaneamente al vice sceriffo corrotto e crea un diversivo che permetta e lei ed a Owen di disarmare l'uomo. Chiamate le autorità il vice sceriffo viene arrestato, mentre alcuni immigrati incontrano i loro familiari, Owen torna in città con Marjan ma ancora non sembra intenzionato a scusarsi con Billy.
Mentre la vita di T.K. è appesa a un filo, quest'ultimo ha un sogno nel quale incontra sua madre, ma la cosa dura poco perché prima che il sogno finisca, sua madre gli dice che deve combattere. Il suo battito cardiaco si sta indebolendo e Carlos, che gli è rimasto vicino, deve restare a guardare senza poter fare nulla. T.K. continua a essere immerso nel suo sogno dove desidera che le cose perfette durino per sempre, ma sua madre gli spiega che le cose perfette non durano ma l'amore di chi lo circonda invece sì. Per quanto T.K. lo voglia non può restare con sua madre in quella realtà, altrimenti non riuscirà a tornare indietro. La situazione si aggrava quando, benché il battito si sia regolato, il suo corpo potrebbe avere un crollo; la cosa spaventa Carlos che decide di prendere aria.
Paul si sta riprendendo in ospedale dalla gelata e ringrazia Judd e Mateo per averlo salvato e con sorpresa riceve anche la visita dei genitori di Janine, i quali gli lasciano dei regali parecchio costosi per ringraziarlo  , ma sembra che Paul abbia un'idea migliore.
Al centralino Grace cerca di convincere Tommy - che si sente in colpa per ciò che sta passando T.K. - a non perdere la speranza e ad avere fede. Tornata a casa, dopo la festa da parte dei colleghi del centralino, Grace riceve la visita di Billy, il quale vuole che Judd prenda il posto del capitano di un'altra caserma, poiché secondo lui sarebbe ideale con un figlio in arrivo; spera anche di riallacciare i rapporti con lui, ma Grace gli rinfaccia che l'unica ragione per cui Judd non gli vuole più parlare è stato il suo atteggiamento egoista e ha chiuso la 126 solo perché geloso di Owen in quanto oltre a averla ricostruita, l'ha resa migliore. Purtroppo la sua sfuriata le fa rompere le acque e non riuscendo a chiamare Judd, decide di andare in ospedale; Billy non intende lasciarla andare da sola, ma a causa del maltempo l'auto resta impantanata a metà percorso e i due restano bloccati.

## Spingi
- Titolo originale: Push
- Diretto da: Marita Grabiak
- Scritto da: Tim Minear e Rashad Raisani

### Trama
Grace e Billy sono bloccati a causa della bufera e purtroppo le contrazioni di Grace aumentano sempre di più. Billy va in perlustrazione e trova un camper bus abbandonato dove lui e Grace si trasferiscono per non morire congelati, purtroppo il mezzo è senza benzina e Billy è costretto ad andare a recuperare della benzina per farlo partire, ma mentre prende il liquido accidentalmente ne assume una piccola dose che gli fa perdere i sensi.
Intanto Owen è tornato a casa dove si dà una ripulita, per poi trovare Tommy alla porta la quale lo informa delle condizioni di T.K.; raggiunto l'ospedale, con Marjan che si è riunita alla sua caserma, Owen ammette che il motivo per cui non ha voluto firmare la lettera di scuse non era per orgoglio o ego, ma perché aveva paura e adesso vedere suo figlio in quelle condizioni gli fa decidere di contattare Billy personalmente per informarlo.
T.K. è ancora in fin di vita e mentre è incosciente continua a parlare con sua madre la quale gli fa capire che ciò che sta vivendo è dovuto alla sua condizione e che deve lottare per non morire. Carlos gli sta accanto e anche sua madre lo raggiunge per dargli conforto, venendo a sapere che lui e T.K. si sono lasciati da un po' e lui non li ha informati perché non voleva deluderli. Sua madre gli intima, nel caso questa fosse la sua ultima occasione, di dire a T.K. come si sente e Carlos ammette di essere arrabbiato per ciò che gli ha fatto; la sua dichiarazione viene percepita da T.K. che confessa a sua madre che la vera ragione per cui si sono lasciati è perché dopo l'incendio a casa di Carlos, questi avevano cercato insieme un appartamento da comprare e ne avevano trovato uno, ma Carlos aveva comprato l'immobile senza informarlo, cosa che per T.K. è stato troppo, dal momento che non voleva sentirsi come se dipendesse da lui. Tuttavia parlandone con sua madre, capisce di essere stato semplicemente spaventato da come si stava evolvendo la cosa e l'unica cosa che vorrebbe è scusarsi con Carlos. Allora la madre lo spinge a svegliarsi.
Owen e Tommy, mentre raggiungevano Billy a casa di Judd, informano quest'ultimo che né lui né Grace sono in casa e intuendo che il parto era vicino (manca la borsa d'emergenza), i due si saranno diretti all'ospedale e fanno una corsa contro il tempo per trovarla. Nel frattempo Billy si è ripreso e aiuta Grace che sta iniziando ad andare in travaglio, però lei cerca di non farlo perché vuole Judd accanto in quel momento. Owen e Tommy li trovano e vengono raggiunti subito dopo anche da Judd. Finalmente Grace dà alla luce la sua bambina e contemporaneamente in ospedale T.K. si risveglia e si ricongiunge con Carlos.
Uscito dall'ospedale T.K. e Carlos vanno a vivere insieme nel loro nuovo appartamento, dove Carlos aveva già trasferito alcuni degli effetti personali di T.K., mentre a casa di Grace, Tommy e le sue figlie fanno visita alla neo mamma e alla piccola che hanno deciso di chiamare Charlie in memoria del marito di Tommy, gesto che commuove profondamente la donna.
Il giorno della demolizione definitiva della 126 tutti quanti si riuniscono per dire addio alla loro caserma, ma all'ultimo momento Marjan riceve la conferma che la sua campagna per la raccolta fondi ha raggiunto i cinque milioni di dollari grazie al padre di Janine. La 126 è salva ed il giorno della riapertura tutti eseguono la cerimonia della rimessa dell'autocisterna come segno di rinascita per poi festeggiare.

## Assistenza all'infanzia
- Titolo originale: Child Care
- Diretto da: Brenna Malloy
- Scritto da: Jessica Ball e Jalysa Conway

### Trama
Dopo la riapertura della caserma Owen ha iniziato a uscire con diverse ragazze ogni sera, cosa che tutti hanno notato. Mateo gli fa notare che se si comporta così è perché ci sta ancora male per la storia con Gwen, ma non può continuare in questo modo e se vuole davvero smettere di star male deve creare un legame vero, dato che non ricorda bene nemmeno il nome dell'ultima ragazza con cui è stato. Dopo averci riflettuto Owen accetta il consiglio di Mateo e alla sua prossima uscita aspetterà prima di fare il passo successivo. Come prima cosa si iscrive ad un app di incontri consigliatali da Mateo, e facendosi "invitare" da Marjan che è iscritta, va al suo primo appuntamento.
Intanto alla 126 arriva un ragazzo di nome Wyatt, che chiede di Judd e sostiene che lui sia suo padre. In un primo momento Judd non sa che rispondere e l'arrivo a sorpresa di Grace e di sua figlia spingono il ragazzo ad andare via, ma Judd lo ferma per chiarire: sembra che Judd abbia incontrato una sola volta sua madre ad un rodeo nel 2005, ma lui non la ricorda; Wyatt ha scoperto la loro parentela tramite un sito sul DNA, ma non volendo rovinare la loro famiglia preferisce andar via; Grace gli chiede di lasciar loro il suo numero. Dopo l'incontro in caserma, Grace è arrabbiata sia con Judd, per aver avuto un figlio di cui non sapeva nulla nemmeno lui, sia per Wyatt che è cresciuto senza un padre e anche con se stessa perché non riesce a fare a meno di essere arrabbiata col marito e teme che ciò avrà ripercussioni sulla loro famiglia. Data la situazione Judd ne parla con Tommy, ricordando la notte in cui è stato con la madre di Wyatt, ma sentendosi triste per ciò, è deciso a fare la cosa giusta.
Nel frattempo, i membri del 126 rispondono alla chiamata di un incendio in una casa. La squadra riesce a far uscire la coppia ma durante il salvataggio non riescono a trovare la figlia Katie e per non mettere in pericolo i suoi uomini, Owen ordina l'evacuazione dall'edificio. Judd rifiutando di andarsene viene trascinato fuori a forza. Il giorno dopo viene accertato che Katie non è morta nell'incendio, ma la sua sparizione suscita domande e pensando ad un possibile rapimento la polizia indagherà.
Carlos si occupa del caso e dai filmati delle telecamere forniti dai vicini che mostrano la bambina andare incontro a qualcuno, Carlos sospetta che Katie sia stata indotta dal piromane ad appiccare l'incendio. Continuando ad indagare scopre dai filmati del baby monitor posto nella cameretta che Katie parlava con una voce a cui rispondeva come "Signor Bisbigli", ovvero il rapitore; la madre conferma la cosa, ma credendo che fosse un amico immaginario, non ci ha dato peso. Carlos approfondisce l'analisi dei video in cui Katie parla con la persona che la spiava e dai vecchi filmati, passando la notte in bianco. Inizialmente con T.K, che poi si addormenta, scopre che il responsabile è la sua vecchia tata, grazie anche a un filmato della jeep della donna dopo l'incendio e la voce del rapitore è in realtà femminile . La polizia fa irruzione a casa sua, ma la donna è già scappata con la bambina.
Durante l'appuntamento di Owen, questi conosce Catherine, capo dello staff del governatore del Texas. Inizialmente tra i due le cose vanno bene, ma una divergenza di opinioni fa terminare l'appuntamento. Tuttavia mentre sta andando via Owen nota la jeep della rapitrice (di cui ha ricevuto la notifica allerta AMBER sul telefono) e si mette alla guida dell'auto di Catherine, per inseguirla e fermarla; Katie viene tratta in salvo e la donna arrestata. All'arrivo di Carlos, questi porta la bambina dai genitori e alla riuscita del caso la capo-detective consiglia a Carlos di fare l'esame da detective. Contemporaneamente l'inseguimento ha fatto cambiare idea su Owen a Catherine, che lo invita a mangiare qualcosa. Infine anche Judd e Grace si chiariscono, Grace accetta che Wyatt sia figlio di Judd e invita la madre del ragazzo a cena dove iniziano a conoscersi.

## Gli ATX-Files
- Titolo originale: The ATX-Files
- Diretto da: Yangzom Brauen
- Scritto da: Molly Green e James Leffler

### Trama
In un bosco una coppia sta facendo un picnic quando vedono in lontananza due figure fluorescenti e pensando che siano alieni, il ragazzo (lo stesso che si era chiuso in cassaforte nella prima stagione) terrorizzato scappa lasciando sola la ragazza. Nella fuga però ha un incidente e finisce contro il filo spinato restando incastrato. La 126 arriva ma non darà molto peso alla questione dell'"avvistamento alieno", ma i due testimoni sostengono la cosa. Owen riesce a calmarlo ed a farlo liberare e poi sconvolge tutti quando afferma di credere a ciò che ha detto il ragazzo.
Intanto Judd cerca di conoscere meglio suo figlio Wyatt; volendo rimediare ai diciassette anni in cui non sapeva di averlo, lo invita a cena ma i due sembra che non abbiano nulla in comune ed il weekend che Judd aveva in mente non va più bene. Dal momento che il ragazzo è un po' "nerd", Judd gli propone di andare a caccia di alieni, cosa a cui Wyatt sembra interessare.
Nel frattempo, Tommy si unisce ad un gruppo di lutto per vedovi, dove racconta di Charles e di quello che sarebbe stato il loro quindicesimo anniversario di matrimonio, ma non riesce ancora ad accettare la cosa. Intanto le sue figlie pensano che la loro casa sia infestata perché ultimamente sono accaduti eventi misteriosi. Inizialmente Tommy non ha dato peso, ma dopo essere stata testimone del fenomeno descritto da sua figlia, inizia a credere che Charles stia comunicando dall’aldilà. Durante l'intervento da una medium (la stessa che aveva aiutato Michelle nella prima stagione), dove una donna temendo di essere maledetta ha preso misure drastiche per curarsi rischia di soffocare, in realtà ha mangiato verdure con vermi che sono cresciuti nel suo corpo. Finito l'intervento la medium che ha percepito cosa la tormenta la portano a decidere di fare una seduta per dare una spiegazione a tutto ciò: Tommy le racconta tutto e la donna le consiglia di non sopprimere il suo dolore ma di affrontarlo e visto che la cena del loro anniversario sarebbe stata a breve, le consiglia di festeggiare quel giorno come avrebbe fatto se Charles fosse ancora vivo.
Judd va da Owen e gli chiede aiuto con suo figlio: gli propone di unirsi a loro nella caccia ai due cosiddetti "alieni" avvistati, in modo da far colpo su Wyatt e Owen accetta con entusiasmo. Così i tre vanno nella zona dove sono stati avvistai; Judd prova ancora a legare con Wyatt ma quest'ultimo ha più cose in comune con Owen di quante non ne abbia con lui. La loro ricerca prende una piega inaspettata quando trovano prima alcuni animali morti e Judd preoccupato chiama Grace, tornata al lavoro, affinché mandi una squadra di contenimento. Sembra che la zona sia stranamente radioattiva e indagando trovano due cadaveri, ovvero quelli che credevano essere alieni, di due artisti che senza immaginarlo hanno aperto un contenitore al cui interno c'era del cloruro di cesio che li ha uccisi. Viene rivelato che alcuni giorni prima, i due artisti che lavorano coi rottami, trovano la capsula e ignorandone la pericolosità l'hanno aperta, esponendosi ad esso; in più hanno venduto uno degli oggetti al cui interno hanno inserito il cloruro: chiunque lo abbia comprato è a serio rischio, all'inizio puntata brillavano dalle radiazioni. Grace riesce tramite lo scontrino della carta di credito e dopo molta insistenza a farsi dire dalla società a cui è intestata - minacciando di accusarli di negligenza nel prevenire un caso di emergenza - usata per acquistare il gioiello e a ottenere l'indirizzo della casa dove la squadra di decontaminazione riesce a prelevare l'oggetto prima che venga aperto nel corso di una festa di compleanno. Judd pensa che il weekend non sia andato bene, invece Wyatt ammette di essersi divertito e sollevato. Judd non vede l'ora di ripetere questo momento padre-figlio.
Tommy, seguendo il consiglio della medium, manda le gemelle a casa della loro babysitter. È pronta ad affrontare la serata, finché la baby-sitter non le dice che il calo di corrente era dovuto ad un topo che ha rosicchiato i cavi; Tommy è un po' delusa, ma visto che ha fatto la spesa, decide di fare come aveva programmato di fare: prepara il piatto preferito di Charles, si mette in tiro e cena alla loro tavola. Questa situazione fa sì che Tommy dica ciò che prova, ma sembra che Charles non dia nessun cenno e sconsolata spegne le candele per chiudere la serata, ma a sorpresa queste si riaccendono rendendo Tommy felice.

## Rosso contro Blu
- Titolo originale: Red vs Blue
- Diretto da: Chad Lowe
- Scritto da: John Owen Lowe e Jamie Kessler

### Trama
Durante un'operazione di soccorso sulla strada un odioso sergente di polizia multa l'autopompa della 126 perché secondo lui blocca l'afflusso stradale, ma invece di accettare la multa Owen la strappa davanti a tutti ed una troupe televisiva riprende tutto. Il video dell'azione di Owen diventa virale, e questo aumenta la tensione già presente tra la polizia ed i vigili del fuoco. Carlos consiglia loro di fare attenzione poiché il sergente O'Brien non è uno con cui scherzare; la situazione prende una brutta piega quando la squadra è fuori a prendere il pranzo per la caserma: lo stesso sergente fa portare via l'autopompa perché in "sosta vietata" e al recupero del veicolo scoprono che c'è un graffio sulla fiancata. Owen decide che regoleranno i conti sul campo di baseball, dove pare che il sergente sia il capitano dell'imbattuta squadra di softball della polizia e visto che la loro squadra sembra messa male Tommy propone di chiamare Pearce (il paramedico che ha temporaneamente lavorato nella seconda stagione); dopo un paio di condizioni questi lascia la 114 per tornare a lavorare alla 126 - senza sospettare la vera ragione del suo reintegro.
Nel frattempo, Grace conosce Dave, un operatore del turno di notte, che sta sostituendo una collega durante il turno diurno; questi ha occupato la sua postazione, ma invece di prendersela (poiché a quanto pare entrambi utilizzano la medesima scrivania ma in turni differenti) decide di passarci sopra, anche perché quest'ultimo ha una grande ammirazione per Grace. Durante una chiamata di emergenza da parte di un ragazzo che sembra sia stato aggredito dal suo stesso padre affetto dalla sindrome di Capgras a causa di un incidente, Dave aiuta Grace a gestire la chiamata ed a permettere di chiarire la situazione. Benché l'abbia aiutata, Grace si sente anche offesa, ma tuttavia non intende farsi buttare giù da una cosa come questa e decide di prendere la palla in contropiede. Cambia idea su di lui quando, sentendolo rispondere ad una chiamata da parte di un padre con intenzioni suicide, questi riesce a convincerlo a non farsi del male (essendo lui stesso cresciuto senza padre, motivo per cui ha deciso di fare l'operatore), ma l'emozione gli fa avere un infarto; prima di svenire chiede a Grace di occuparsi della sua chiamata e sia l'uomo che Dave riescono a sopravvivere. Grace passa a trovare Dave in ospedale che si sta riprendendo e a sorpresa scoprono che non solo la storia che ha rifilato al tentato suicida era inventata, ma che passerà al turno diurno permanentemente.
Arriva il giorno della partita tra la polizia ed i vigili del fuoco, con il sergente O'Brien che ha persino chiamato la televisione per riprendere l'evento, e purtroppo la squadra del sergente durante il primo tempo ha la meglio sul team di Owen. Fortunatamente Pearce arriva, anche se in ritardo (a causa di un blocco della polizia) e riescono a rimontare; sembrerebbe che tutto vada bene, ma quando Nancy inciampa a causa di un giocatore avversario e Owen per evitare discussioni vuole che la partita finisca in parità, il sergente gli dà una brutta risposta e la cosa finisce in una rissa tra le due squadre e ovviamente la scena viene ripresa. In più Pearce si licenzia, una perdita accettabile dal momento che è un vero "esperto di manovre evasive".
Dopo la partita la 126 si precipita verso un magazzino di marijuana dov'è scoppiato un incendio causato da una granata lanciata da alcuni agenti di polizia che hanno perquisito il posto; tra i mezzi Owen nota la moto del sergente O'Brien e capisce che è rimasto dentro l'edificio ed entra per salvarlo. Il salvataggio è talmente incredibile da surclassare la rissa durante la partita, in più il sergente passa direttamente in caserma per scusarsi del suo comportamento con la 126 e ringraziare Owen. Sembra che finalmente la rivalità tra i vigili del fuoco e la polizia sia finalmente cessata tanto da invitare lo stesso sergente a cenare con loro.
T.K. e Carlos invitano i loro amici a festeggiare Nancy, che ha superato la sua paura durante la partita, ma la felicità è di breve durate poiché T.K. riceve una telefonata: sua madre è morta.

## Nel remoto caso di un'emergenza
- Titolo originale: In the Unlikely Event of an Emergency
- Diretto da: John J. Gray
- Scritto da: Matt Solik

### Trama
Una chiamata al 9-1-1 da parte di un ciclista richiede aiuto perché ha investito una donna e nonostante cerchi di rianimarla questa è morta ma almeno il bambino è salvo. Si tratta di Gwyneth!
Flash Back: a New York diversi anni prima mostrano come Gwyneth sia andata a cercare suo figlio T.K. in un posto pieno di drogati; Gwyneth porta via suo figlio e insieme si fermano in un ristorante cinese per far recuperare le forze a T.K. prima che lo porti in California dove trascorrerà un mese in riabilitazione. T.K. non vuole andarci ma Gwyneth insiste e i due salgono sull'aereo dove gli effetti degli stupefacenti si fanno sentire e durante il volo T.K. si alza per andare in bagno, ma prima di entrarci prende tre mini bottigliette d'alcool che si scola e per nascondere l'odore mastica un chewing-gum, ma Gwyneth capisce che c'è qualcosa che non va e lo rimprovera perché le sta mentendo. Arrivati a Los Angeles, T.K. cerca di temporeggiare il suo arrivo in clinica, ma Gwyneth lo incoraggia a proseguire e dovrà farlo da solo, mentre lei torna subito a New York; T.K. dapprima è spaventato ma sua madre gli promette che supererà questo periodo. Fine Flash Back.
La notizia della morte di sua madre ha sconvolto T.K., Owen si prepara a partire assieme a lui e a Carlos, il quale cerca di stare vicino a T.K. il più possibile. In caserma anche i loro amici sono sconvolti, ma lo sono di più quando T.K. si presenta affermando che non andrà al funerale e dopo essersi messo la divisa, sale sull'ambulanza con la scusa di fare un controllo dei medicinali: apre la cassaforte con dentro delle sostanze ma prima che le prenda, Owen lo richiama e lo porta con sé in aeroporto. L'atmosfera mette un po' di tensione tra i due, dove T.K. sostiene che Owen non amava più sua madre ma questi smentisce. In aeroporto a causa di un ritardo solo Owen e T.K. salgono a bordo mentre Carlos li raggiungerà con il volo successivo.
Mentre Owen e T.K. sono in aereo, Nancy informa Tommy di ciò che sospetta abbia fatto T.K., ma Tommy, sapendo ciò che il ragazzo sta passando e non volendo accusare nessuno senza prove, propone a Nancy di fare un inventario dei farmaci per scrupolo. Intanto sull'aereo Owen e T.K. fanno la conoscenza di una donna di nome Genevie che stringe amicizia con i due. Ad un certo punto, a causa di una turbolenza, l'aereo subisce un guasto meccanico e uno dei motori esplode, l'effetto è talmente forte che il sedile che dà sul finestrino su cui è seduta la signora Genevie si rompe e la donna viene parzialmente trascinata fuori con la testa. Owen e T.K. la salvano, e bloccano il finestrino con una delle valigie dei passeggeri, la botta le ha provocato sia un leggero trauma cranico che un taglio sotto l'ascella; poiché sull'aereo non ci sono gli attrezzi necessari per farsi aiutare, Owen chiama Tommy al telefono, che nel frattempo ha confermato con Nancy che non mancava alcun farmaco dall'inventario, così che possano farsi guidare su come occuparsi della ferita: usando una caffettiera e le cinture del sedile per fermare l'emorragia e dell'acqua di cocco per sostituire la soluzione salina, i due riescono a salvare Genevie, mentre il pilota che ha ripreso il controllo dell'aereo si sta preparando a fare un atterraggio di emergenza. Durante la discesa T.K. confessa a suo padre cosa veramente fosse andato a fare in caserma, voleva "farsi" per dimenticare quanto stesse male, ma che alla fine non l'ha fatto perché sarebbe stato sbagliato nei confronti di sua madre e Owen lo perdona.
L'aereo atterra senza problemi, facendo fare un respiro di sollievo sia ai passeggeri che a coloro che hanno assistito all'incidente. Carlos raggiunge T.K. alla pista di atterraggio dove lo abbraccia per la paura che aveva di perderlo, mentre Genevie viene portata in ospedale ma non prima che abbia ringraziato T.K. per averla salvata; l'incidente ha provocato un tale ritardo che purtroppo i tre non potranno presenziare al funerale di Gwyneth, ma Owen afferma che lei avrebbe capito. Allora T.K. propone di andare a mangiare in un ristorante cinese in sua memoria. Questo fa riaffiorare un ricordo di T.K. quando Gwyneth appena arrivata in Texas festeggiò la sua uscita dall'ospedale ordinando cibo cinese da asporto.

## L'uccellino
- Titolo originale: The Bird
- Diretto da: Scott White
- Scritto da: Wolfe Coleman

### Trama
I membri della 126 entrano in azione quando il ritorno a casa, a sorpresa, di un militare finisce nel caos: l'uomo è stato erroneamente investito da sua moglie ed a causa della perdita di sangue il battito cardiaco si interrompe, finché le lacrime della moglie e della loro figlia lo fanno risvegliare.
Nel frattempo alla caserma arriva a sorpresa Ginsburg, l'ara di Gwyneth; sembra che Gwyneth nel suo testamento abbia lasciato l'animale a Owen, ma questi non sembra volere l'uccello, che peraltro non fa che insultarlo. Solo Mateo con sua sorpresa sembra piacere al pappagallo. Owen sostiene che Ginsburg sembra proprio avercela con lui, infatti a causa delle sue "urla" gli rovina il secondo appuntamento con Catherine, mettendolo in ridicolo con le sue battute. Tuttavia Judd aiuta Owen a comprendere che forse il motivo per cui l'uccello sia così ostile con lui è a causa di ciò che è successo dopo l'11 settembre, quando ha iniziato a lavorare troppo ed a trascurare la famiglia. La consapevolezza di ciò gli permette di chiedere scusa a Gwyneth tramite Ginsburg, che finalmente accetta di prendersi la responsabilità della sua cura, ma quando torna dal negozio di animali con dei regalini per lui lo trova morto.
Paul nell'ultimo mese ha continuato ad avere una serie di incubi e Marjan preoccupata, lo accompagna per fare un controllo medico. Dalle analisi sembra che Paul abbia sviluppato una grave forma di aritmia cardiaca che, unita agli incubi, ha causato la Sindrome di Brugada. Per prevenirne degli effetti fatali Paul deve affrontare un'operazione in cui gli inseriranno un pacemaker, ma lui non vuole saperne e se deve morire, preferisce morire come figlio del fuoco che in qualsiasi altro modo, nonostante le suppliche di Marjan.
La 126 accorre in un negozio di articoli per animali dove una vecchietta sopra ad un mini scooter elettrico dopo essere stata ignorata da un dipendente, che si intratteneva con una cliente, crea un tale scompiglio da far cadere gli scaffali pesanti che schiacciano la ragazza. L'attacco di rabbia da parte della signora è stato provocato da un parassita presente nelle feci dei gatti. Per fortuna Tommy e T.K. riescono a stabilizzarla e anche la ragazza intrappolata sotto gli scaffali viene tirata fuori, ma quando Paul cerca di tirare fuori il suo cane, fa uno sforzo che Marjan giudica eccessivo. La sera stessa Paul ha un attacco mentre cucina e Marjan che era preoccupata lo va a trovare, scoprendolo privo di sensi e chiama il 9-1-1 in tempo salvandogli la vita. Al suo risveglio Paul scopre di essere stato sottoposto all'operazione dove gli hanno impiantato il pacemaker e non la prende bene, dato che Marjan non ha impedito che glielo impiantassero e arrabbiato la manda via.
Dopo la morte di sua madre T.K. viene invitato da Tommy a prendere parte agli incontri a cui va lei per affrontare il lutto e questi accetta e parla con il cuore dei ricordi più importanti a cui era legato.

## Guida genitoriale
- Titolo originale: Parental Guidance
- Diretto da: Ben Hernandez Bray
- Scritto da: Carly Soteras

### Trama
La 126 soccorre un uomo vestito come un cavaliere (investito dalla donna della puntata precedente) e subito dopo una ragazza vestita come una principessa. Sembra che i due lavorino in un ristorante a tema medievale dove a causa di una perdita di gas nel loro locale, sia i due che i clienti hanno subìto un avvelenamento da monossido di carbonio, ma per fortuna riescono a gestire la situazione ed a portare le persone in ospedale.
Paul si è ripreso e tutti della 126 lo vanno a trovare, tranne Marjan con cui non ha più parlato dal giorno dell'incidente. Ad un certo punto durante la serata, Mateo riceve una chiamata da un bar che gli chiede di andare a prendere suo padre, ma arrivato al locale scopre che in realtà chi l'ha chiamato è il capitano Tatum, il suo vecchio comandante della 129, che a causa della morte del suo secondo ha pensato bene di andare a ubriacarsi. Mateo lo porta a casa del capitano Strand, dal momento che non sa né dove abita né dove lasciarlo. La mattina dopo Owen gli offre un preparato "contro-sbronza" e Mateo si offre di accompagnare il suo vecchio capitano al funerale del suo vice. Nonostante non faccia più parte della 129, il tempo che ha passato con loro è stato importante e desidera partecipare. Ma durante lo svolgimento del funerale, mentre il capitano sta facendo il suo discorso, Mateo nota delle stranezze.
Intanto Judd preoccupato per la mancanza di comunicazione tra Paul e Marjan chiede alla ragazza per quale motivo non sia andato a trovarlo e lei gli risponde che è Paul a non voler parlare con lei. Judd lo riferisce a Owen che è preoccupato che Paul si stia lasciando andare a causa di quello che ha passato, così assieme a Judd va a casa sua, dove intende rimetterlo un po' in forma per far sì che possa tornare in servizio, sottoponendolo alla prova d'esame con la supervisione di Tommy come supporto medico.
Qualche giorno dopo Mateo riceve la visita del capitano Tatum, che gli offre il posto di vice alla 129 e questi senza mezzi termini accetta l'incarico, con gran sorpresa di Owen; la notizia arriva anche a Marjan che lo accusa di essere un traditore perché ha lasciato il suo posto per una promozione ed uno stipendio più alto, ma Mateo afferma che non è per quello, tuttavia le rinfaccia di essere lei stessa una codarda perché nonostante avesse lottato per tenere aperta la 126, si è arresa con Paul.
Dopo quella discussione Mateo torna a lavorare alla 129 dove viene accolto dei suoi vecchi colleghi, ma durante la sua permanenza alla caserma, nota sempre di più che il capitano Tatum sembra avere dei vuoti di memoria e di confusione (accorgendosi che oltre a dimenticarsi che lo aveva assunto, confonde dei menù dei take-away con i rapporti trimestrali). Purtroppo la situazione degenera quando durante un'operazione di soccorso in una fabbrica di salse, questi dà un ordine sbagliato e Mateo si trova costretto ad andare contro gli ordini per salvare sia i suoi compagni che i suoi amici della 126, accorsi sulla scena poco prima che il posto esploda. Dopo questo incidente Mateo è costretto a confessare a Owen che sospetta che il suo capitano soffra di demenza, ma non ha avuto il coraggio di dirlo perché non voleva "tradirlo", tuttavia Owen come amico è fiero che lui voglia proteggerlo ma come suo superiore lo convince a informare della cosa il quartier generale, per evitare che accadano altre tragedie.
Intanto Paul è riuscito, dopo tanta fatica, a superare l'addestramento ed il giorno dell'esame tutti i suoi compagni, compresa Marjan (che nel frattempo si è anche chiarita con Mateo) sono sugli spalti a fare il tifo per lui: dopo una partenza problematica questi supera la prova di reintegro. Mateo invece è nello stesso bar dove era il suo capitano e sta per andarsene quando riceve la sua visita dove gli chiede scusa per aver fatto la spia, ma questi lo ringrazia perché ha impedito che il suo disturbo provocasse dei morti e come segno di ringraziamento gli regala il portafortuna della 129 per ricordargli che "finché lui stringerà un'estremità ci sarà sempre un altro pompiere a stringere l'altra", consapevole che per la demenza il capitano potrebbe non ricordarsi queste parole Mateo gli assicura che lo ricorderà per entrambi.

## Principe Albert in Scatola
- Titolo originale: Prince Albert in a Can
- Diretto da: Bradley Buecker
- Scritto da: Jessica Ball

### Trama
Grace riceve una chiamata da una donna che chiede aiuto perché il suo fidanzato è impazzito e ha paura per lei e il suo bambino. Grace manda sia la polizia che la 126 che però una volta arrivati sul posto non trovano traccia né della donna né del bambino e si chiedono se nella chiamata ci fosse qualcosa di vero; l'unico sospettato sembra essere un tipo armato di coltello che Carlos vede scappare e nel tentativo di farlo disarmare lo tramortisce col taser ma quando cade il sospetto finisce per accoltellarsi alla gola e nonostante l'arrivo dei soccorsi l'uomo muore lasciando Carlos sconvolto. Anche Grace è rimasta sconvolta perché a quanto pare la chiamata era falsa ma lei non l'ha capito perché quando sentito il pianto del bambino a causa del suo istinto materno non ha agito professionalmente e se ne dà la colpa. Judd la esorta a non darsi la colpa per quello che ha fatto la chiamata di emergenza e coinvolge Carlos, che è molto arrabbiato per quello che è successo, a indagare a fondo sulla vittima per scoprire il vero colpevole perché entrambi sono stati presi in giro.
Inizialmente i due indagano sul passato da tossico dipendente della vittima ma non sembra portare a nulla, finché Judd ricordando che a casa della vittima c'erano computer e il collegamento per un gioco online, Dread Ops, suggerisce loro di indagare nel mondo dei videogame. Seguendo questa pista, dopo aver letto molti commenti da parte di giocatori che sembravano avercela con la vittima trovano finalmente il colpevole, che ha persino registrato la sua confessione; rintracciato l'indirizzo IP dell'assassino a Los Angeles questi mandano la polizia e con una videochiamata il sergente Grant, mostra loro l'arresto il diretta, suggerendo a Carlos, viste le sue abilità investigative, di fare l'esame da detective.
Owen, che continua a vedersi con Catherine (guest star Amy Acker), una sera mentre sono in un locale a divertirsi finisce per prendere a pugni una persona che insultava Catherine e il suo lavoro; lei è molto infastidita dal suo comportamento perché facendo questo lavoro è abituata a essere minacciata e insultata. Owen vorrebbe scusarsi, Tommy lo esorta a mandarle un regalo per scusarsi, e quello stesso giorno Catherine riceve dei fiori, pensando che siano di Owen, con un biglietto in ufficio, ma non appena lo apre viene colpita da una strana polvere. Temendo che la busta potesse contenere un'arma biologica dà l'allarme e tutto l'edificio viene isolato. La 126 và sul posto e anche l'FBI, la CDC vengono avvisati; Owen si spaventa quando viene a sapere che la persona colpita è Catherine ma resta lucido e guida le operazioni facendo sia analizzare il composto che ha colpito Catherine che cercare la persona che ha consegnato i fiori, che potrebbe essere contagiosa. In tutta questa situazione Owen e Catherine hanno l'occasione di riappacificarsi e fortunatamente si scopre che la polvere che l'ha colpita era semplice amido di mais.
Scampato il pericolo Owen e Catherine trascorrono la serata insieme, con Owen che le promette che non prenderà più a pugni, ma appena entrano in camera trovano una scritta minacciosa sul muro e un maiale morto nel suo letto.

## Lo spazio negativo
- Titolo originale: Negative Space
- Diretto da: John J. Gray
- Scritto da: Bob Goodman

### Trama
Owen e Catherine dopo il ritrovamento del maiale sgozzato e la scritta minacciosa sul muro chiamano i Texas Ranges, tra cui il maggiore Reyes il padre di Carlos, per indagare iniziando da quelli che Owen avevo preso in passato. E dopo una accurata indagine sembra che il principale sospettato sia l'ex-vice sceriffo Griffin che era stato arrestato durante la bufera, ma nonostante le prove a suo carico è stato rilasciato. Per evitare problemi di qualsiasi tipo Owen suggerisce a tutti di non fare niente, soprattutto a Marjan che è coinvolta personalmente nel caso, ma quest'ultima non gli dà retta e con la scusa di fare la spesa per la caserma va sul posto di lavoro dell'uomo dove dice pubblicamente davanti a tutti i clienti del personale quello che ha fatto. L'azione sconsiderata di Marjan ha compromesso il lavoro di Reyes, che aveva messo degli agenti in borghese a sorvegliare l'uomo, e dopo che l'ha fatto licenziare che l'uomo potrebbe colpire le persone che erano rimaste coinvolte nel caso durante la bufera tra cui Sadie che attualmente è a Austin e in contatto con Marjan.
Intanto Tommy e Nancy durante l'operazione di soccorso da parte di una donna, che chiama per sua sorella con un cancro allo stomaco, trovano la donna priva di sensi e senza battito. Inizialmente Nancy e titubante, ma successivamente la rianima; purtroppo la donna portava un braccialetto con l'acronimo DNR (Do Not Resuscitate: da non rianimare, persona che ha richiesto la possibilità di non essere rianimato dopo aver subito un arresto cardiaco) e non passa molto tempo che Nancy riceva una denuncia da parte della stessa donna: la donna ha fatto causa a Nancy per un dollaro, ma chiede anche che smetta di lavorare come paramedico e non eserciti più la professione. La verità è che Nancy aveva visto il braccialetto, ma non aveva detto nulla, tutto causato da un triste ricordo personale legato a sua sorella. Anche se l'avvocato aveva suggerito l'opzione che Nancy non avesse visto il braccialett, lei non può mentire sotto giuramento. Tuttavia Tommy vuole provare ancora una volta a parlare con la signora. Nonostante cerchino di persuaderla dal ritirare la denuncia, questa non vuole desistere perché sapendo che stava morire il suo desiderio era di lasciare in eredità "le urla delle persone che stanno soffrendo come lei".
Owen e Marjan vanno da Sadie che sta inaugurando la sua nuova collezione d'arte in una galleria, approfittando dell'occasione per informarla degli ultimi avvenimenti e proprio nel bel mezzo della serata Griffin si presenta. Nonostante gli venga intimato di andarsene, dopo aver chiamato il 9-1-1 e dopo aver detto una cosa molto spaventosa su Marjan, questi provoca Owen che gli dà un pugno e di conseguenza è lui a venire arrestato. Il pugno di Owen unito alla precedente azione di Marjan lo mettono in una brutta posizione e viene emesso dal tribunale un'ordinanza restrittiva nei suoi confronti. Il gruppo ne parla anche con Catherine, menzionando anche l'attacco al Campidoglio: se si scoprisse che è stato Griffin a mandare quel finto messaggio provocando il panico potrebbe venire arrestato e affida questo compito a Carlos e T.K.
La stessa sera Owen riceve una chiamata per un incendio alla galleria e sapendo che Sadie vive nel retro dell'edificio riesce a entrare e a salvarla in tempo e sono certi che il responsabile dell'incendio sia Griffin. Per la sicurezza di Sadie, questa viene portata a casa di Carlos e T.K. mentre Catherine e Owen si mettono di fronte casa del vice sceriffo per sorvegliarlo. Quando questi scopre i due e gli scatta una foto per dimostrare che Owen ha violato l'ordinanza restrittiva, la coppia è pronta ad andarsene, ma improvvisamente la macchina dell'uomo esplode e Owen corre in suo soccorso e chiama sia il maggiore Rayes che l'ambulanza. Così scoprono chi è il vero responsabile sia dell'attacco al Campidoglio e dell'incendio. Nel frattempo Carlos dai filmati della sorveglianza scopre che a mandare i fiori con il finto messaggio non è stato il vice sceriffo, ma Sadie che era così ossessionata da Owen che ha cercato di separarlo da Catherine e per evitare che Carlos e T.K. si intromettessero li droga mettendo dell'ossicodone nei loro piatti; tuttavia il suo piano non riesce perché Marjan, che era rimasta in appostamento assieme Owen e a Catherine ma poi se n'è andata, è passata a controllare e anche se riceve una coltellata alla schiena riesce a mettere fuori gioco Sadie che viene arrestata all'arrivo di Owen. Da qui si scopre anche che il famoso divorzio di cui parlò Owen quando si sono incontrati non è finita esattamente in modo pacifico, ma estremo: hanno trovato la testa dell'ex marito nel freezer. In più finalmente si scopre veramente per quale motivo Griffin, ancora vivo ma con delle ustioni di terzo grado, era stato assolto da tutte le accuse: egli aveva denunciato i suoi vecchi soci del cartello e così aveva ottenuto la libertà e anche se Owen non lo trovi giusto, il fatto che sia in quelle condizioni è una punizione più che sufficiente.
Anche se Sadie è stata arrestata il fatto che abbia utilizzato l'ossicodone, che contiene oppiace, per drogare Carlos e T.K. Per T.K. questo è un duro colpo a causa della sua vecchia dipendenza. Contemporaneamente la sorella della donna che aveva fatto causa a Nancy, si presenta per informarla che la denuncia è stata ritirata perché sua sorella è morta, ma ha lasciato in eredità a Nancy il suo vecchio braccialetto per ricordarle il suo desiderio.

## L'enigma della Sfinge
- Titolo originale: Riddle of the Sphynx
- Diretto da: Tessa Blake
- Scritto da: Jalysa Conway

### Trama
I membri dei 126 corrono per trovare, e poi salvare, una vittima misteriosa in un incidente d’auto: la donna stava cercando di evitare un camion che trasportava fieno e nell'impatto ha colpito qualcosa, credendo fosse un animale, e dopo che lei viene trasportata in ospedale Mateo trova un piede e capendo che la cosa colpita era una persona iniziano a cercarla in mezzo al fieno; l'uomo viene trovato e trasportato d'urgenza in ospedale anche se per poco non si dimenticano di portare anche il piede staccato.
Nel frattempo Catherine che deve andare fuori città per lavoro non sa a chi lasciare il suo gatto Orzaio, uno sphynx, che lei e il suo ex marito Patrick condividono dopo il divorzio. Owen si offre di guardare il suo gatto ma quando a portargli l'animale è un uomo sulla sessantina che gli dice di essere Patrick inizia a pensare che Catherine abbia un interesse morboso per gli uomini molto più grandi di lei. Ne parla pure con Judd e dalla conversazione Owen non si sente più a disagio di quanto non lo fosse prima. Quando al di ritorno Catherine la affronta e le dice ciò che pensa con sorpresa si presenta il suo ex-marito, fisicamente e caratterialmente simile a lui, e che invece l'uomo che gli aveva portato Orazio era l'ex-suocero. Resosi conto troppo tardi dell'errore la sua relazione con Catherine di incrina.
Tommy durante le sedute al circolo dei Vedovi Anonimi riceve l'invito a cena da uno dei membri e anche se accetta questo la manda in crisi così chiama Grace sia perché possa guardare le sue figlie sia per farsi aiutare su cosa indossare. Tommy crede di non essere pronta ma Grace lei dice di non pensarci perché non si sta impegnando e soltanto un'uscita e convinta Tommy va al suo primo appuntamento. Inizialmente credeva che per lei sarebbe stata dura ma con sorpresa e il suo accompagnatore che è ancora scosso dalla perdita della moglie così Tommy può tornarsene a casa tranquilla.
T.K. che ha ripreso gli incontri con gli Alcolisti Anonimi, dopo la faccenda di Sadie, inizia a passare un po' troppo tempo con Cooper, il suo sponsor, e sebbene Carlos capisca quanto sia importante per T.K. inizia a essere geloso, anche se Cooper è fidanzato, ma non solo perché passa molto tempo con lui ma perché non lo coinvolge nel suo percorso di disintossicazione.
Dopo la chiamata di emergenza da parte di un figlio che stavo uscendo dal tribunale con la madre e che era rimasta incastrata al casello di uscita, purtroppo da donna è morta sul colpo e il figlio è devastato perché la loro ultima conversazione era una discussione e non se lo può perdonare. Dopo quest'episodio T.K., che tira fuori il vecchio album di quando era piccolo con sua madre e confessa a Carlos che non vuole coinvolgerlo perché è una parte della sua vita di cui si vergogna, non vuole che lui porti un peso come quello. Avendo compreso quello che prova Carlos chiama Cooper affinché lui e T.K. possano parlare.

## Autocontrollo
- Titolo originale: Impulse Control
- Diretto da: Bradley Buecker
- Scritto da: Trey Callaway

### Trama
Una coppia con il figlio adolescente sta ordinando del cibo al servizio auto del fast food ma un'ordinazione non fatta bene fa alterare l'uomo (guest star Larry Joe Campbell) inoltre l'addetto al servizio fa un commento fuori luogo che lo fanno alterare e finisce per restare incastrato nella finestra. Owen e la squadra arrivano e purtroppo il solo modo per farlo uscire senza fargli male è cospargergli il fondoschiena i lardo; benché l'operazione riesca la scena viene ripresa dai clienti del locale, che sui social viene chiamato"Chiappe Lardose", e non è nemmeno il primo. Per una serie di coincidenze la 126 viene chiamata per la seconda volta per tirare l'uomo fuori da una situazione scomoda, scatenata durante la fine di un incontro di lotta alla scuola del figlio dove per la seconda volta aveva perso la testa, e ammettendo di avere problemi di controllo della rabbia accetta per il bene della famiglia di andare in terapia.
La faccenda della terapia spinge Marjan a parlare con Owen e sul fatto che anche se lui afferma che "non c'è nulla di male nel farsi aiutare" lui ha interrotto la terapia molto prima del suo ultimo pestaggio a tre persone; Owen giustifica la cosa ma Marjan gli ricorda la discussione con Catherine, cosa che fa innervosire Owen e fa capire a Marjan che la cosa non la riguarda ma lei gli risponde affermando che il suo benessere emotivo si ripercuote sulla squadra.
Per il compleanno di Evie e Isabella, le figlie di Tommy, a sorpresa alla festa si presenta Julius, il fratello minore di Charles; Judd chiede a Tommy perché alla festa non sembrasse felice di vederlo e lei gli spiega è perché egli non si è presentato al funerale di Charles e questo lei non glielo ha perdonato. Tuttavia Judd gli suggerisce di parlarci per avere una spiegazione, anche per il bene delle bambine che lo adorano. Tommy segue il consigli di Judd e invita a casa Julius per parlare, lei gli dice quello che pensa e su come Charles lo avesse sempre perdonato per i suoi errori ma lei non può perdonargli di non essere venuto a porgergli l'ultimo saluto; a quel punto Julius gli confessa che lui era venuto ma non aveva avuto il coraggio di entrare in chiesa e si vergogna di aver deluso le sue nipoti e suo fratello. Sentendo queste parole Tommy lo perdona e nella foga del momento i due si baciano per poi pentirsi della cosa, tuttavia Tommy lo invita giovedì sera per stare con le bambine.
Owen invita Catherine in un bar per farle sapere che ha seguito la terapia e anche per chiedere scusa, in particolare quando l'ha accusata di avere una perversione per gli anziani, e spera che questo loro incontro significhi che la loro relazione possa riprendere ma basta una piccola alterazione di Owen per comprendere che non ha superato il suo problema.
Quando si verifica un incidente d'auto sulla strada a causa di un guidatore ubriaco e armato che sta guidando in maniera pericolosa, facendo intervenire sia la 126 che la polizia incontrano nuovamente la stessa coppia con il signore con il problema della rabbia; questi quando vede che stanno soccorrendo l'uomo che ha causato l'incidente e ha ferito la sua famiglia per la rabbia prende la pistola di proprietà del guidatore che mentre viene trasportato in ambulanza gli spara uccidendolo. La cosa lascia scossa la squadra, specialmente Nancy, ma Owen ricorda loro che non è colpa loro e che nessuno poteva cambiare le cose. Nancy è ancora sconvolta ma Mateo le fa sapere che non è la sola a stare male per ciò che è accaduto e la invita a bere un caffè.
Tornata a casa Tommy sente Julius raccontare alla bambine un episodio su Charles, cosa che la fa sorridere, ed invita Julius a venire quando vuole finché sarà in città ma per quanto riguarda il bacio della sera prima gli assicura che non succederà più.
Dopo l'appuntamento con Catherine e l'episodio per la sparatoria Owen decide di tornare in terapia e dice al suo psichiatra che prova rabbia.

## Colpa del clown
- Titolo originale: Down to Clown
- Diretto da: SJ Main Muñoz
- Scritto da: Molly Green e James Leffler

### Trama
Un uomo sta facendo le riprese facendo vedere come sopravvive nella natura selvaggia. Accidentalmente cercando di prendere una lucertola alligatore finisce per pugnalarsi alla gamba; Tommy, Nancy e T.K. arrivano sul posto estraendo la lucertola che si era infilata nella ferita. T.K. decide di portasi a casa la lucertola che chiama Lu, cosa che non piace molto a Carlos soprattutto quando questa scappa dalla gabbietta e T.K. per non spaventarlo non gli aveva detto nulla. Per fortuna Carlos ritrova il rettile e sigilla la gabbietta ma T.K. lo rassicura che la porteranno nella riserva naturale, per il sollievo di Carlos.
Owen intanto continua la terapia cercando di capire quale possa essere stata la causa originale e usando l'EMDR scatta nella mente di Owen l'immagine del naso rosso di un clown. Lui non gli dà importanza ma secondo il suo terapeuta ci potrebbe essere dell'altro e che Owen potrebbe soffrire di coulrofobia ma lui nega. Tuttavia Owen ha un incubo in cui durante la terapia il suo psichiatra cercando di capire la causa scatenante si ritrova vestito da clown e lo chiama "monello". Quando una chiamata durante un compleanno di un bimbo di sette anni l'animatore vestita da clown, che è il padre divorziato del figlio che per farlo felice si è vestito da pagliaccio per festeggiare con lui la festa, Owen è paralizzato dalla paura e dà le indicazioni alla squadra restando a debita distanza.
Al centralino Dave non riesce a salvare la vita di un uomo rimasto bloccato in un edificio in fiamme nonostante cerchi di guidarlo, purtroppo le planimetrie non coincidono e l'uomo muore. Grace vedendo quanto la cosa lo abbia scosso, essendo la sua prima perdita come operatore, lo invita a cena a casa sua ma il senso di colpa non lo abbandona; Judd gli racconta del suo trauma quando i suoi ex compagni della 126 sono morti nell'esplosione della fabbrica di fertilizzanti e di come dopo mesi sia riuscito a superare il trauma. Per non lasciarlo solo lui e Judd si fanno un bicchierino e la mattina dopo Grace lo ritrova ancora da loro scoprendo che Judd lo ha invitato a soggiornare qualche giorno da loro ma non passa molti tempo che la convivenza inizi ad essere un peso, ma non volendo essere maleducata o meschina Grace non dice nulla. Ne parla con Tommy che le ricorda che lei non è Gesù e che deve far sapere a Dave che è ora di tornare a casa, questa volta Judd è d'accordo, soprattutto quando nel video che doveva riprendere i primi passi di sua figlia c'è solo la faccia di Dave. Quando Grace decide di parlarci scopre che Dave sta andando via di sua iniziativa inoltre aveva superato da tempo il senso di colpa per il suo errore perché a quanto pare non era affatto colpa sua: le planimetrie dell'edificio non erano state aggiornate, di conseguenze l'errore era dei proprietari dell'edificio non sua.
Dopo il soccorso al clown del compleanno Owen ammette di essere terrorizzato da loro e che la causa che ha scatenato questa sua fobia e la rabbia che tiene dentro è legata a suo padre, Walter Strand, che non vede da quando aveva dodici anni quando abbandonò la famiglia. Se vuole risolvere il suo problema deve andare a parlare con lui e chiama la casa di riposo dove si trova.

## Incapacità
- Titolo originale: Shift-Less
- Diretto da: Christine Khalafian
- Scritto da: Wolfe Coleman

### Trama
Flash Back: Due fratelli sono sulla spiaggia dove il grande di dodici anni insegna al piccolo di dieci, Tyler, come fare surf, ma senza entrare in acqua poiché non è ancora pronto. Mentre il grande entra in acqua raccomando a suo fratello di non seguirlo questi lo segue e poco dopo a causa di un'onda li travolge e Tyler finisce per essere colpito. Immediatamente suo fratello lo cerca e lo trova incosciente vicino alla riva; la bagnina lo aiuta e poi lo manda a chiamare il 911. Appena il ragazzo chiama questi risponde loro di chiamarsi Owen Strand.
In ospedale Owen viene raggiunto dai genitori ma purtroppo sebbene Owen abbia fatto le cose correttamente i medici informano i genitori che Tyler non ce l'ha fatta; in quel momento mentre Owen sente la notizia della morte del fratello vede sulla parete l'immagine di un clown. Non molto tempo dopo la morte di suo fratello, lui e sua madre, contro il parere di Owen, si trasferiranno a New York e suo padre non fa niente per impedire la cosa, rendendolo estremamente infelice e arrabbiato. Fine Flash Back.
Owen si sta preparando per andare in California da suo padre, e lascia in caso tardi Judd al comando. A quanto pare stando a quanto dice la sua seconda moglie a suo padre non resta molto tempo e preferisce sbrigarsi perché è da quando aveva dodici anni che non si parlano, in più preferisce non far venire T.K. Arrivato a Huntington Beach va sulla stessa spiaggia di quando era piccolo ricordando quell'incidente e di come da allora non sia più salito su una tavola; dopo questo tuffo nel passato si dirige alla casa di riposo dove si trova suo padre ma vedendo i membri della sua nuova famiglia non ha il coraggio di entrare e si siede in una saletta lì vicino. Quando un visitatore, Robert, che è lì come lui per suo padre, si siede a parlare con lui, raccontandogli cose meravigliose sul loro rapporto, Owen gli confessa che non sa come dire a suo padre quello che vorrebbe allora Robert gli consiglia che se ha qualcosa da dire a suo padre che provi a tirarlo fuori. Tornano sulla spiaggia Owen chiama T.K. per ribadire che gli vuole bene e che gli dispiace se non si parlano molto; dopo la telefonata ritorna alla casa di riposo e seguendo il consigli di Robert, che si rivela essere il fratellastro di Owen, questi riesce a dire a suo padre cosa prova, suo padre non lo biasima per quella tragedia di gioventù anzi gli fa sapere che è fiero dell'uomo che è diventato e che è stato più coraggioso di quanto non lo fosse lui. Essere riuscito a esprimere quello che provava e a riappacificarsi con suo padre permette a Owen di fare pace con il passato e, dopo essersi salutato con suo fratello con la promessa di rivedersi, trova il coraggio di risalire sulla tavola da surf.
Judd riceve una chiamata da Wyatt che è finito in prigione per vandalismo. Benché lui sostenga che nessuno lo abbia costretto Judd vuole arrivare in fondo alla questione, dal momento che secondo sua madre è da due mesi che si comporta in modo assurdo, così oltre a toglierli il cellulare contro il suo volere lo porta nel ranch di famiglia, facendogli conoscere suo nonno. Da subito Wyatt dimostra di essere molto bravo con i cavalli, talento ereditato da sua madre; Judd esce a cavalcare con Wyatt, sotto consiglio di suo padre, e finalmente questi ammette che non è causa del fidanzamento di sua madre ma perché è arrabbiato per l'assenza di Judd durante la sua infanzia e di quegli anni che non potrà riavere. Alterato Wyatt cerca di andarsene ma di colpo appare un serpente a sonagli che disarciona Judd facendolo cadere rompendogli una gamba, facendo fuoriuscire l'osso, e seguendo le direttive di suo padre Wyatt glielo riposiziona all'interno per poi bloccare la gamba e fasciandola con quel poco che ha a disposizione costruendo in extra una barella. Questa situazione permette ai due di chiarirsi proprio quando Ryder senior e un suo amico arrivano col pick-up per soccorrere Judd e Wyatt.
Dopo la caduta Judd se la cava con un gamba fasciata che Wyatt firma con "guarisci presto papà" commuovendo Judd e ringrazia suo padre, che sebbene stesse con lui solo un settimana al mese dal momento che lavorare all'oleodotto, Judd è felice che ci sia stato.

## Essere sé stessi
- Titolo originale: Spring Cleaning
- Diretto da: Chad Lowe
- Scritto da: Jamie Kessler

## Una serena mattina
- Titolo originale: A Bright and Cloudless Morning
- Diretto da: Tim Minear e Bradley Buecker
- Scritto da: Bob Goodman